# Lubomír Doležel
Lubomír Doležel (3. října 1922 Lesnice – 28. ledna 2017 Verona) byl česko-kanadský lingvista a literární teoretik, zabývající se především stylistikou, naratologií a teorií fikce. Patří k třetí generaci příslušníků českého strukturalismu, která začala do vědeckého života vstupovat po druhé světové válce. Od 70. let minulého století se spolu s Umbertem Ecem, Thomasem Pavelem a dalšími podílel na založení a rozvíjení teorie fikčních světů.

## Akademická dráha
Po studiích bohemistiky a rusistiky na Filozofické fakultě Univerzity Karlovy, která dokončil roku 1949 titulem PhDr., pracoval jako středoškolský učitel. Od roku 1953 byl zaměstnán v Ústavu pro jazyk český ČSAV, kde v roce 1960 založil[zdroj?] oddělení matematické lingvistiky. Od roku 1965 působil na University of Michigan jako hostující profesor češtiny. V létě 1968 se vrátil do Československa a stal se zaměstnancem Ústavu pro českou literaturu ČSAV. Na konci roku se ovšem rozhodl odejít do Kanady, kde nejprve působil jako profesor na slavistickém oddělení University of Toronto. Roku 1982 byl pak jmenován profesorem na tamní katedře srovnávací literatury. O šest let později se stal emeritním profesorem, dále však působil jako hostující pedagog na řadě amerických, evropských i českých univerzit. Od roku 2009 žil v České republice.

## Vědecké dílo
Doleželova vědecká dráha se sice dělí na etapu stylistickou a naratologickou, ale ve středu zájmu obou těchto období zůstává literární text jakožto svébytný umělecký fenomén. Zatímco jeho první dvě monografie, O stylu moderní české prózy (1960) a Narrative Modes in Czech Literature (1973, přepracovaná česká verze vyšla pod názvem Narativní způsoby v české literatuře), se zaměřovaly na „analýzu stylu promluvy a stylistiku promluvových typů“, od poloviny 70. let začal Doležel vytvářet „všeobecnou teorii literárního významu založenou na výsledcích modální logiky“. Toto jeho úsilí vyvrcholilo vydáním knihy Heterocosmica (1998), jejímiž hlavními tématy jsou narativní světy (založené na textové extensi, což je „složka významu textu daná vztahem k mimojazykovému světu a vyjádřená ve standardizované parafrázi textury“) a intensionální funkce (vycházející z textové intense, což je „složka významu textu nesená texturou“). Dvě zbývající Doleželovy monografie se zabývají historií teorie, resp. teorií historie. V knize Occidental Poetics (1990, česky pod názvem Kapitoly z dějin strukturální poetiky) se Doležel nejprve zabývá výkladem postupného formování výzkumné tradice vědecké poetiky, v druhé části své práce pak popisuje její dynamický rozvoj ve 20. století. Fikce a historie v období postmoderny (2008) je Doleželovou reakcí na dobové stírání hranic mezi fikcí a historií, jeho odpověď nabízí pečlivě vedenou analýzu jejich odlišných světů.

## Vliv
Doležel patří k vědcům, jejichž práce získala značnou mezinárodní odezvu, jeho „díla jsou pravidelně citována předními osobnostmi světové literární teorie“. Jeho průkopnické studie k teorii fikčních světů z poloviny 70. let ovlivnily v dalším desetiletí badatele, kteří se posléze stali spolutvůrci tohoto proudu literární analýzy (např. Marie-Laura Ryanová, Ruth Ronenová). V 90. letech se pak jeho dílo mimo jiné stalo jedním z inspiračních zdrojů předního amerického naratologa Davida Hermana. Od 90. let se též datuje Doleželův výrazný vliv na směřování české literární teorie, zatímco příslušníci střední generace se s jeho dílem poctivě vyrovnávají (např. Alice Jedličková, Tomáš Kubíček, Dalibor Tureček, Petr A. Bílek, Vladimír Papoušek), na mladší generaci má vliv přímo formativní (kupř. Bohumil Fořt, Ondřej Sládek). Koncem minulého desetiletí, v souvislosti s Doleželovým přesídlením do České republiky, se k tomuto vlivu přiřadilo i konkrétní úsilí o rozvoj české literární teorie. Patří k němu řízení edice Možné světy (spolu s P. A. Bílkem, P. Koťátkem a T. Kubíčkem), jež vychází v nakladatelství Academia a českému čtenáři zpřístupňuje základní díla teorie fikčních světů, i čestné předsednictví Brněnského naratologického kroužku (ustaveného roku 2011), jehož členové hodlají rozvíjet Doleželův literárněteoretický odkaz.

## Citáty
„Domnívám se, že Haškův život a dílo sdílejí jeden základní vzorec organizace: pohyb v kruhu. V životě předepisuje tento vzorec opuštění určitého místa a po klikaté, v podstatě kruhové cestě návrat na výchozí místo. V Haškově životě způsobuje tento vzorec nedostatek směřování a pocity hluboké frustrace. V Haškově díle vytváří poetiku cyklů, akčních smyček, vracejících se míst a postav. Tato poetika je jak hlavní slabinou, tak hlavním kouzlem Haškova díla.“
- „Putování v kruhu: Hašek a dobrý voják Švejk“, přel. B. Fořt, in Studie z české literatury a poetiky, s. 79

„V protikladu ke spekulativnímu teoretizování o literatuře, které je uvězněno v monotónní spirále opakujících se a bezvýchodných argumentů, prokázala poetika ve svých dějinách možnost kontrolovaného růstu vědění o literatuře. Současná poetika – v duchu vlastní tradice – pokračuje v plnění svých úkolů: být vědeckým jádrem literárního studia a neochvějným ochráncem autonomie básnického umění.“
- Kapitoly z dějin strukturální poetiky, přel. B. Fořt, s. 17

„Postmoderní literatura podstatně rozšířila náš fikční vesmír. (…) Avšak v současné konjunktuře mezisvětového cestování a mezihistorických setkání přesun fikční osoby z jednoho světa do druhého je pro spisovatele tak snadný, jako je snadné pro dítě přesunout figurku lega z jedné věže na druhou. Hra už není vzrušující, je načase vynalézt novou.“
- Heterocosmica, s. 220

## Publikace
- O stylu moderní české prózy. Výstavba textu (1960)
- Narativní způsoby v české literatuře (1993, angl. 1973)
- Kapitoly z dějin strukturální poetiky. Od Aristotela k Pražské škole (2000, angl. 1990)
- Heterocosmica. Fikce a možné světy (2003, angl. 1998)
- Identita literárního díla (2004)
- Studie z české literatury a poetiky (2008)
- Fikce a historie v období postmoderny (2008, angl. 2010)
- Život s literaturou. Vzpomínky a rozhovory (2013)

### Sekundární literatura
- B. Fořt, Úvod do sémantiky fikčních světů] (2005)
- T. Pavel, Přínos Lubomíra Doležela současné literární vědě (Česká literatura, 1997/6)
- O. Sládek, Proměnné a konstanty v díle Lubomíra Doležela Archivováno 30. 6. 2020 na Wayback Machine. (Česká literatura, 2012/1)